# Wywłócznik skrętoległy
Wywłócznik skrętoległy (Myriophyllum alterniflorum DC.) – gatunek rośliny wodnej z  rodziny wodnikowatych. Występuje w Europie (głównie zachodniej i północnej), w północnej Afryce oraz w północno-wschodniej Ameryce Północnej. W Polsce występuje na Pojezierzu Pomorskim i Pojezierzu Włodawskim.  

## Morfologia

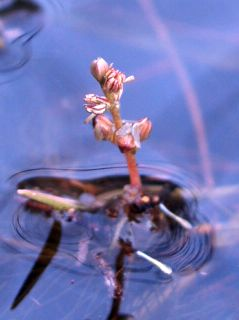
Kwiaty

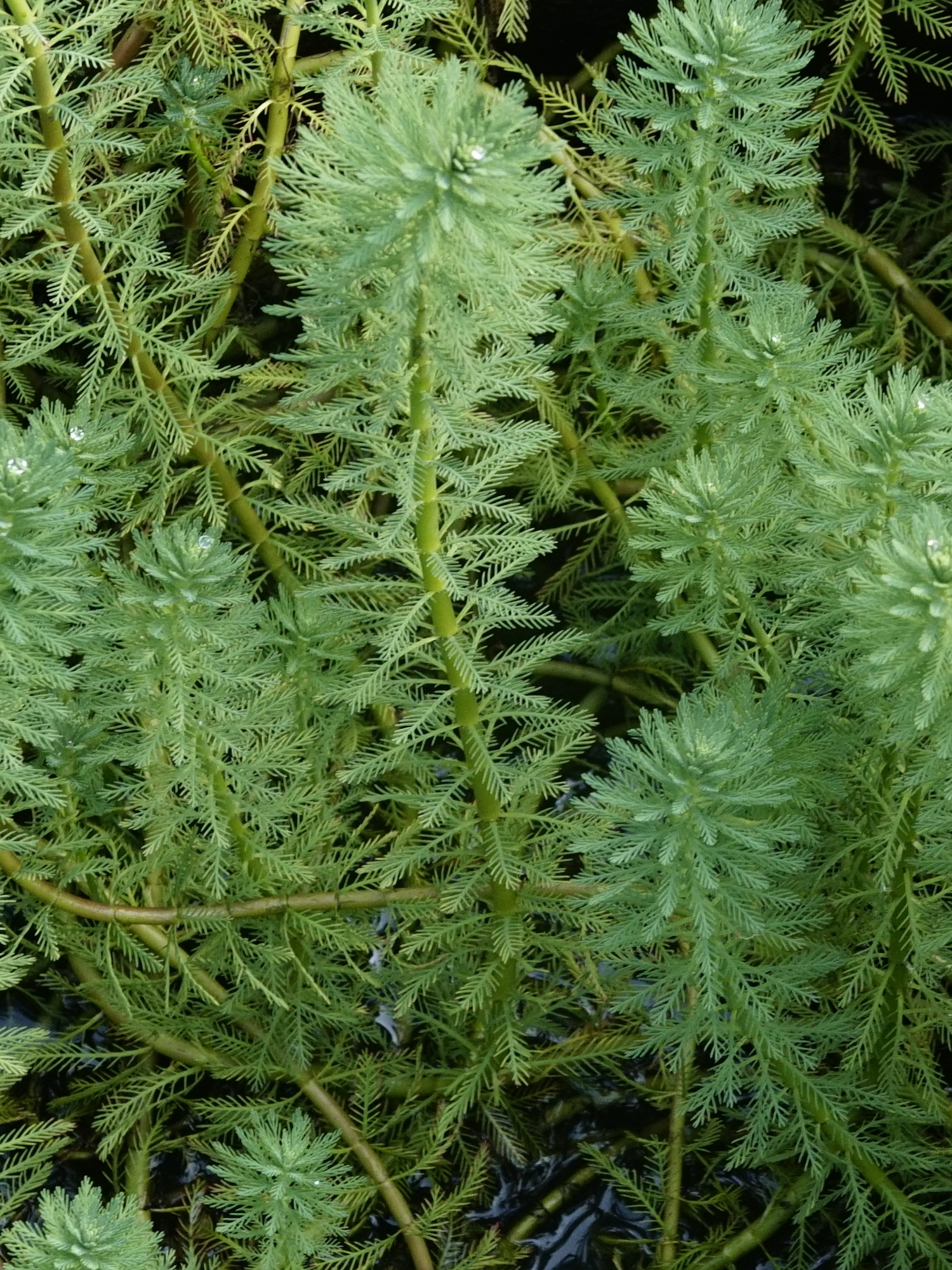
Pędy

PokrójBylina podwodna (hydrofit). Makrofit.
ŁodygaRozgałęziona, długości do 150 cm.
LiścieZwykle po 4 w okółkach, 10–15 cm długości, pierzastosieczne, najwyższe liście skrętoległe.
KwiatyKwiatostany wyrastają nad powierzchnię wody. W kwiatostanie znajdują się dwa rodzaje kwiatów: żeńskie i męskie. Zapylenie przez wiatr. Kwitnie od czerwca do sierpnia.
OwoceKulistawe rozłupnie o średnicy ok. 2 mm, rozsiewane przez wodę.

## Biologia i ekologia
Nie wytwarza turionów. Rozmnaża się przez pędy pełzające po dnie. Rośnie w jeziorach mezotroficznych o piaszczystym dnie. W klasyfikacji zbiorowisk roślinnych gatunek charakterystyczny dla klasy (Cl.) Littorelletea uniflorae, Ass. Myriophyllo-Littorelleteum.

## Zagrożenia i ochrona
Gatunek umieszczony w Polskiej Czerwonej Księdze Roślin w kategorii EN (zagrożony). Tę samą kategorię posiada na polskiej czerwonej liście.